# Prithipal Singh
Prithipal Singh, född 28 januari 1932 i Nankana Sahib, död 20 maj 1983 i Ludhiana, var en indisk landhockeyspelare.
Singh blev olympisk guldmedaljör i landhockey vid sommarspelen 1964 i Tokyo.